# حمام درب امام
حمام درب امام مربوط به دوره صفوی - دوره قاجار است و در اصفهان، خیابان عبدالزراق، کوچه درب قصر، کوچه شهید بنی لوحی، جنب آستانه درب امام واقع شده و این اثر در تاریخ ۶ اسفند ۱۳۸۵ با شمارهٔ ثبت ۱۷۴۸۴ به‌عنوان یکی از آثار ملی ایران به ثبت رسیده است.